# Zemen János
Zemen János (Vác, 1950. augusztus 29. –) Európa-bajnoki bronzérmes futó.

## Pályafutása
Az Újpesti Dózsa sportolójaként (eddigi utolsó magyar középtávfutóként) döntőt futhatott az 1976-os olimpián, ahol 1500 méteren a 9. helyen ért célba. Az ötkarikás játékokon 800-on a 17. helyet szerezte meg. Az 1977-es fedettpályás Európa-bajnokságon a dobogó harmadik fokára állhatott fel, egy évvel később hatodik volt a döntőben. 1974 és 1977 között ő volt az 1500 méter magyar bajnoka szabadtéren.
2021-ben a Magyar Atlétikai Szövetség ezüst fokozatú díjjal tüntette ki.